# Fonelas
Fonelas là một đô thị trong tỉnh Granada, Tây Ban Nha. Theo điều tra dân số 2006 (INE), đô thị này có dân số là 1145 người.